# Świerków
Świerków – wieś w Polsce położona w województwie świętokrzyskim, w powiecie włoszczowskim, w gminie Radków.
W latach 1975–1998 miejscowość położona była w województwie częstochowskim.

## Zabytki
- park dworski z I połowy XIX wieku, przekomponowany na początku XX wieku